# Список квадрантов Марса
Геологическая служба США разделила поверхность Марса на 30 картографических квадрантов. Каждый квадрант — это регион, ограниченный определённой долготой и широтой на марсианской поверхности. Каждому квадранту присвоен номер, состоящий из букв MC (от англ. Martian Chart — карта Марса) и цифр (от 1 до 30). Нумерация идёт с севера на юг и с запада на восток. Кроме того, каждому квадранту присвоено название, совпадающее с названием самой большой классической детали альбедо, расположенной в его пределах. Сокращённое обозначение квадранта является трёхбуквенным сокращением этого названия.
Квадранты выглядят как прямоугольники в цилиндрической проекции, но их реальная форма на поверхности это четырёхугольник Саккери. 16 экваториальных квадрантов самые маленькие, каждый имеет площадь в 4 500 000 км². Площадь каждого из 12 квадрантов средних широт 4 900 000 км². Два полярных квадранта самые большие и площадь каждого составляет 6 800 000 км².

## История
В 1970 году на XIV Генеральной ассамблее Международного астрономического союза (МАС) была создана рабочая группа по разработке марсианской номенклатуры.
В 1972 году космический аппарат Маринер-9 переслал на Землю тысячи фотографий, покрывающих более 80 % поверхности Марса. В 1972—1973 годах Лаборатория реактивного движения совместно с Исследовательской программой по астрогеологии собрали первую детальную карту-фотомозаику Марса. Для организации и разделения этих работ Геологическая служба США разделила всю поверхность планеты на 30 картографических квадрантов и различные квадранты были распределены геологам американских университетов и геологической службы США для картографирования и изучения. Такое разделение легло в основу рекомендаций рабочей группы по разработке номенклатуры МАС.
В 1973 году XV Генеральная ассамблея МАС одобрила рекомендации рабочей группы.
Более поздние миссии на Марс значительно уточнили полученные карты и Международный астрономический союз назвал регионы планеты в зависимости от особенностей поверхности и геологии. Эти имена также берут за основу список деталей альбедо Марса и, как правило, имеют такие же имена, как и квадранты, но зачастую занимают по площади несколько квадрантов.

## Квадранты
Карты в списке ниже сделаны инструментом Mars Orbiter Laser Altimeter (MOLA) станции Mars Global Surveyor. Переход от синего цвета к красному обозначает изменение высоты. Карты экваториальных квадрантов выполнены в проекции Меркатора, карты средних широт — равноугольная коническая проекция Ламберта, полярные — стереографическая проекция.
| Номер | Сокращённое обозначение | Название           | Широта   | Долгота         | Карта |
| ----- | ----------------------- | ------------------ | -------- | --------------- | ----- |
| MC-01 | BOR                     | Mare Boreum        | 65-90° N | 180° W — 180° E |       |
| MC-02 | DIA                     | Diacria            | 30-65° N | 120-180° W      |       |
| MC-03 | ARC                     | Arcadia            | 30-65° N | 60-120° W       |       |
| MC-04 | ACI                     | Mare Acidalium     | 30-65° N | 0-60° W         |       |
| MC-05 | ISM                     | Ismenius Lacus     | 30-65° N | 0-60° E         |       |
| MC-06 | CAS                     | Casius             | 30-65° N | 60-120° E       |       |
| MC-07 | CEB                     | Кебрения           | 30-65° N | 120-180° E      |       |
| MC-08 | AMA                     | Amazonis           | 0-30° N  | 135-180° W      |       |
| MC-09 | THR                     | Tharsis            | 0-30° N  | 90-135° W       |       |
| MC-10 | LUN                     | Lunae Palus        | 0-30° N  | 45-90° W        |       |
| MC-11 | OXI                     | Oxia Palus         | 0-30° N  | 0-45° W         |       |
| MC-12 | ARA                     | Arabia             | 0-30° N  | 0-45° E         |       |
| MC-13 | SYR                     | Syrtis Major       | 0-30° N  | 45-90° E        |       |
| MC-14 | AME                     | Amenthes           | 0-30° N  | 90-135° E       |       |
| MC-15 | ELY                     | Элизий             | 0-30° N  | 135-180° E      |       |
| MC-16 | MEM                     | Memnonia           | 0-30° S  | 135-180° W      |       |
| MC-17 | PHE                     | Phoenicis Lacus    | 0-30° S  | 90-135° W       |       |
| MC-18 | COP                     | Coprates           | 0-30° S  | 45-90° W        |       |
| MC-19 | MAR                     | Margaritifer Sinus | 0-30° S  | 0-45° W         |       |
| MC-20 | SAB                     | Sinus Sabaeus      | 0-30° S  | 0-45° E         |       |
| MC-21 | IAP                     | Iapygia            | 0-30° S  | 45-90° E        |       |
| MC-22 | TYR                     | Mare Tyrrhenum     | 0-30° S  | 90-135° E       |       |
| MC-23 | AEO                     | Aeolis             | 0-30° S  | 135-180° E      |       |
| MC-24 | PHA                     | Phaethontis        | 30-65° S | 120-180° W      |       |
| MC-25 | THU                     | Thaumasia          | 30-65° S | 60-120° W       |       |
| MC-26 | ARG                     | Argyre             | 30-65° S | 0-60° W         |       |
| MC-27 | NOA                     | Noachis            | 30-65° S | 0-60° E         |       |
| MC-28 | HEL                     | Hellas             | 30-65° S | 60-120° E       |       |
| MC-29 | ERI                     | Eridania           | 30-65° S | 120-180° E      |       |
| MC-30 | AUS                     | Mare Australe      | 65-90° S | 180° W — 180° E |       |